# ريكآردو فريدا
ريكآردو فريدا (بالإيطالية: Riccardo Freda)‏ هو منتج ومخرج ومونتير وكاتب سيناريو ومخرج وممثل إيطالي ومصر، ولد في 24 فبراير 1909 في مصر، وتوفي في 20 ديسمبر 1999 بروما في إيطاليا.

## وصلات خارجية
- ريكآردو فريدا على موقع IMDb (الإنجليزية)
- ريكآردو فريدا على موقع ألو سيني (الفرنسية)
- ريكآردو فريدا على موقع ميوزك برينز (الإنجليزية)
- ريكآردو فريدا على موقع أول موفي (الإنجليزية)
- ريكآردو فريدا على موقع قاعدة بيانات الأفلام السويدية (السويدية)
- ريكآردو فريدا على موقع إن إن دي بي (الإنجليزية)
- ريكآردو فريدا على موقع قاعدة بيانات الفيلم (الإنجليزية)
- ريكآردو فريدا على موقع كينوبويسك (الروسية)